# Susana Gertopán
Susana Gertopán (Asunción, 22 de diciembre de 1956) es una escritora, novelista y cuentista paraguaya, ganadora del Premio Nacional de Literatura en 2021. Su obra aborda temas como el exilio, la memoria histórica, y la identidad cultural, especialmente en el contexto de la inmigración judía en Paraguay durante el siglo XX.

## Biografía
Nació en Asunción en 1956 y es descendiente de inmigrantes judíos europeos. Sus abuelos paternos eran originarios de Moldavia y los maternos de Vilna, Lituania.
Desde temprana edad mostró interés por la escritura, participando en talleres literarios dirigidos por autores como Hugo Rodríguez-Alcalá, Carlos Villagra Marsal y Osvaldo González Real. Además de su carrera literaria, trabajó como instrumentadora quirúrgica y colaboró con la organización Operación Sonrisa en Paraguay.

## Obra literaria
Ha publicado más de una docena de novelas, así como cuentos y poesías. Su narrativa explora la experiencia del exilio, la reconstrucción de la memoria familiar y la búsqueda de identidad.
Entre sus obras se encuentran:
- Barrio Palestina (1998): novela sobre la vida de los inmigrantes judíos en Paraguay durante los años treinta, con énfasis en la adaptación cultural.[2]

- El callejón oscuro (2010): obra introspectiva galardonada con el Premio de Novela Inédita del Ateneo Lidia Guanes.[2]

- La casa de la calle 22 (2021): novela ganadora del Premio Nacional de Literatura, centrada en la reconstrucción de la historia familiar a través de generaciones.[3]

Algunas de sus obras han sido traducidas al inglés, francés, portugués, alemán, bengalí e hindi, y son utilizadas como material educativo en diversas instituciones.

## Premios y reconocimientos
- Premio Nacional de Literatura (2021) por La casa de la calle 22.[4]
- Premio Municipal de Literatura (2016) por El señor Antúnez.[5]
- Premio de Novela Inédita del Ateneo Lidia Guanes (2010) por El callejón oscuro.[2]
- Menciones honoríficas en el Premio Nacional de Literatura y en el Premio Roque Gaona, otorgado por la Sociedad de Escritores del Paraguay.[3]